# French Affair
French Affair is een Duitse-Franse danceact bestaande uit Barbara Alcindor, Torsten Dreyer en Karsten Dreyer.
In 2000 werden ze bekend met de hit My Heart Goes Boom (La Di Da Da). 

## Discografie

### Hitlijsten
| Single met hitnotering(en) in de Vlaamse Ultratop 50 | Datum van verschijnen | Datum van binnenkomst | Hoogste positie | Aantal weken | Opmerkingen |
| ---------------------------------------------------- | --------------------- | --------------------- | --------------- | ------------ | ----------- |
| My Heart Goes Boom (La Di Da Da)                     | 1999                  | 20-04-2000            | tip7            |              |             |

| Single met eventuele hitnotering(en) in de Nederlandse Top 40 | Datum van verschijnen | Datum van binnenkomst | Hoogste positie | Aantal weken | Opmerkingen              |
| ------------------------------------------------------------- | --------------------- | --------------------- | --------------- | ------------ | ------------------------ |
| My Heart Goes Boom (La Di Da Da)                              | 1999                  | 10-06-2000            | 28              | 9            | Dancesmash op 4Radio 538 |